# Kitsa
Kitsa is een plaats in de Estlandse gemeente Hiiumaa, provincie Hiiumaa. De plaats heeft de status van dorp (Estisch: küla).
Tot in oktober 2017 behoorde Kitsa tot de gemeente Emmaste. Die ging in die maand op in de fusiegemeente Hiiumaa.

## Bevolking
De ontwikkeling van het aantal inwoners blijkt uit het volgende staatje:
| Jaar            | 2000 | 2011 | 2017 | 2019 | 2020 | 2021 |
| --------------- | ---- | ---- | ---- | ---- | ---- | ---- |
| Aantal inwoners | 9    | 5    | 11   | 11   | 13   | 11   |

## Ligging
De plaats ligt samen met het dorp Haldreka op een schiereiland dat ook Haldreka (Estisch: Haldreka poolsaar) heet, aan de westkust van het eiland Hiiumaa. De Tugimaantee 84, de secundaire weg van Emmaste naar Luidja, vormt de grens met het dorp Metsapere en voor een deel ook met Nurste.

## Geschiedenis
Kitsa werd voor het eerst genoemd in 1564 onder de naam Kyße Pett of Kyße Petter. Daarna heette het dorp achtereenvolgens Pett. Kyttsas (1565), Kitz Micke (1576), Kitze Miche (1577), Kitzo Micko (1587), Kitza (1693), Kütza (1712), Kitse Mart, Kitse Michel of Kitse Ado (1795) en Kitza (1858). Alle buurdorpen lagen op het landgoed Großenhof (Suuremõisa) en vanaf 1796 op het landgoed Emmast (Emmaste). Kitsa was echter een exclave van het landgoed van Kassar (Kassari).
De herkomst van de naam is onduidelijk. Hij zou afgeleid kunnen zijn van de Duitse naam Giesebert, maar ook kunnen samenhangen met het Estische woord kits, ‘geit’.
In de jaren 1977–1997 viel Kitsa onder het buurdorp Kaderna.